# رشيد شريح
رشيد شريح بدأمسيرته في نادي اتحاد البناء الجزائري ولعب للمنتخب الجزائري بكل فئاته السنية وشارك في بطولات كأس إفريقيا وكأس العالم وأشرفت على تدريب فريقي اتحاد البناء وأولمبيك الوادي، ودرب في البحرين نادي باربار وأوصلته لإحراز لقب الوصيف في السنة الأولى، وأحرز معه البطولة في الموسم الثاني، وعمل في الكويت 4 سنوات في النصر وسنة في السالمية، والآن يعمل في نادي الشعب للموسم الثاني على التوالي.
درب منتخب البحرين للناشئين في تصفيات كأس العالم التي أقيمت في الأردن 2009

## الاندية التي دربها
- 2007 الي 2009 نادي باربار البحريني لكرة اليد[1]

- 2009 الي 2013 نادي النصر الكويتي لكرة اليد[2]
- 2013 الي 2014 نادي السالمية الكويتي لكرة اليد[3]
- 2014 الي 2017 نادي الشعب الإماراتي لكرة اليد [4]
- 2017 الي 2018 نادي الاهلي البحريني لكرة اليد[5][6]
- 2018 -2021 نادي القرين الكويتي لكرة اليد[7]
- 2021 نادي مضر السعودي
- 2021 - 2023 نادي مليحة الإماراتي[8]
- 2023 نادي أولمبي الوادي لكرة اليد

## إنجازات اللاعب

### معمنتخب الجزائر لكرة اليد
- المشاركة في بطولة العالم لكرة اليد للرجال 1995

### مع النوادي

#### نادي جيل هندسة الجزائر
- بطولة الدوري الجزائري لكرة اليد
- كاس الجزائر لكرة اليد
- بطولة افريقيا للأندية البطلة

## انجازات المدرب

### نادي باربار البحريني لكرة اليد
- بطل الدوري البحريني لكرة اليد: 2009/2008

### نادي الاهلي البحريني لكرة اليد
- نهائي كاس السوبر البحريني لكرة اليد: 2017[9]
- بطل البطولة التنشيطية لكرة اليد: 2018[10]